# Socket 940
Socket 940 — роз'єм мікропроцесорів, розроблений компанією AMD для власних 64-бітових серверних процесорів Opteron та ігрових процесорів Athlon 64 FX.
Підтримує:
- Два 64-розрядних канали пам'яті DDR SDRAM
- буферизовану пам'ять
- Три канали HyperTransport

У 2003 році були випущені мікропроцесори на ядрах SledgeHammer (Opteron) та ClawHammer (Athlon 64 FX) (FX-51, FX-53).